# Oporto Open 1995
L'Oporto Open 1995 è stato un torneo di tennis giocato sulla terra rossa. È stata la a edizione dell'Oporto Open che fa parte della categoria World Series nell'ambito dell'ATP Tour 1995. Si è giocato a Porto dal 12 al 18 giugno 1995.

## Campioni

### Singolare
Alberto Berasategui ha battuto in finale  Carlos Costa con il punteggio di 3–6, 6–3, 6–4

### Doppio
Tomás Carbonell /  Francisco Roig hanno battuto in finale  Jordi Arrese /  Àlex Corretja con il punteggio di 6–3, 7–6